# هوزيا كوتاكو
هوزيا كومومبومي كوتاكو (بالإنجليزية: Hosea Kutako)‏ الملّقب بالـزعيم (1 يناير 1870 - 18 يوليو 1970) زعيم قومي ناميبي وعضوًا مؤسسًا للحزب القومي الأول لناميبيا، الاتحاد الوطني لجنوب غرب إفريقيا (SWANU). 

هو أحد الأبطال الوطنيين التسعة في ناميبيا الذين تم تحديدهم في حفل افتتاح Heroes 'Acre في البلاد بالقرب من ويندهوك. تم تكريم كوتاكو على شكل قبر من الجرانيت مع نقش اسمه وصورت صورته على اللوح.

## سيرته
ولد هوزيا كومومبومي كوتاكو في ماون في 1 يناير 1870. ينتسب كوتاكو إلى جماعة الهيريرو الغنية والعاملة في تربية المواشي. بدأ منذ عام 1904 يناهض الاستعار ويقاتل الاستعمار ألماني الذي كان فرض على جنوب غرب أفريقيا عام 1884. وبعد انتصار جنوب أفريقيا على ألمانيا في هذه المنطقة، انثناء الحرب العالمية الأولى، أصبح كوتاكو زعيم شعب الهيريرو. إلا أن جنوب غرب أفريقيا لم تحرر من الاستمعار الألماني إلا لتقع تحت احتلال آخر منقع فرضته عصبة الأمم عليها باسم نظام الانتداب. 

واتضح أن حكومة جنوب أفريقيا لن تعيد الأراضي التي كان صادرها الألمان. وواجه الزعيم كوتاكو بحزم محاولات المحتلين لإبعاد شعبه إلى مناطق فقيرة.

وبعد الحرب العالمية الثانية،‌ التي لم تنه الاحتلال،‌ عرضت حكومة جنوب أفريقيا على كوتاكو نقل شعبه إلى مناطق الشمالية، كي يتسير للمواطنون البيض الاستيطان مكنه. لكن كوتاكو رفض العرض، كما رفض عروضا أخرى بضم ناميبيا إلى اتحاد جنوب أفريقيا. فطالب من الأمم المتحدة تولّي إدارة البلاد تمهيداً لمنحه الاستقلال وكرر كوتاكو هذه المطلب مرات عديدة، رغم ان السلطات ظللت ترفض منحه جواز سفر للدفاع عن رأيه في المحافل الدولية. واستمر في مجابهة المحاولات الرامية لاقتلاع شعبه من أرضه وتجميعه في منطقة أوماهيكي وتصدى لكل محاولات الضم التي درجت عليخا حكومة جنوب أفريقيا. 

توفي هوزيا كوتاكو في 18 يوليو 1970 في محمية أمينوس، في الجزء الشرقي النائي من منطقة أوماهيكي في ناميبيا.